# Trine Skei Grande
Trine Skei Grande (Overhalla, 2 oktober 1969) is een Noorse politica. Tussen 2010 en 2020 was zij de leider van de liberale partij Venstre.

## Loopbaan
Grande werd in 2001 lid van de Storting (het parlement van Noorwegen) en zou daarin tot 2021 zitting hebben. In april 2010 werd ze verkozen tot partijleider van Venstre en in die hoedanigheid was ze lijsttrekker bij de parlementsverkiezingen van 2013 en 2017. Bij de verkiezingen van 2013 ging Venstre er zeven zetels op vooruit, vier jaar later boekte de partij één zetel verlies.
In januari 2018 trad Venstre toe tot het kabinet-Solberg en werd Grande aangesteld als minister van Cultuur. In januari 2020 vond een kabinetsherschikking plaats, waarbij Grande haar ministerschap van Cultuur inruilde voor dat van Onderwijs. Na interne strubbelingen binnen haar partij trad Grande in maart 2020 af als minister en kondigde zij aan zich niet meer verkiesbaar te stellen voor het partijleiderschap en de parlementsverkiezingen van 2021. Ze werd als minister en partijleider opgevolgd door Guri Melby.
- Bibsys: 10067969
- Gemeinsame Normdatei: 1237118387
- International Standard Name Identifier: 0000 0004 8087 2502
- Virtual International Authority File: 2149066528665601233